# Йозеф Шильдкраут
Джозеф (Йозеф) Шильдкраут (нім. Joseph Schildkraut; 22 березня 1896 — 21 січня 1964) — австрійський актор.

## Фільмографія
- 1923 — Пісня про любов / The Song of Love
- 1934 — Клеопатра / Cleopatra — цар Ірод
- 1935 — Хрестовий похід / The Crusades
- 1937 — Життя Еміля Золя / The Life of Emile Zola — капітан Альфред Дрейфус
- 1937 — Корабель невільників — Данело
- 1938 — Марія-Антуанетта — Луї Філіпп (II) Жозеф, герцог Орлеанський
- 1939 — Захват ідіота — капітан Кірвлін
- 1947 — Північно-західний форпост — граф Ігор Савін
- 1958 — Щоденник Анни Франк / The Diary of Anne Frank — Отто Франк